# Lloyd Fredendall
Lloyd Fredendall, né le 28 décembre 1883, mort le 4 octobre 1963, était un général américain de la Seconde Guerre mondiale. Il commanda le 2e corps américain en Afrique du Nord et la Central Task Force (Détachement spécial central) lors de l'opération Torch (Débarquement en Afrique du Nord). Le général Fredendall est surtout connu pour ses insuffisances au début de la campagne de Tunisie. En février 1943, les défaites subies en Tunisie par les alliés face à Rommel (Sidi Bouzid et Kasserine) entrainèrent son remplacement par Patton en mars 1943.

## L'homme
Avant-guerre, il était un bon organisateur et, sur le papier, il semblait avoir toutes les qualifications requises, tout en sachant comment se mettre du bon côté de ses supérieurs. 
De l'avis général, Fredendall n'était ni aimable ni compétent. Le général américain Truscott le décrit ainsi :

« Il était de petite taille, mais c'était une grande gueule mal embouchée, qui déblatérait sans cesse, aussi bien contre ses supérieurs que contre ses subordonnés. Il était prompt à tirer des conclusions, catégoriques mais souvent mal fondées. Il était bien rare que Fredendall sorte de son PC, que ce soit pour visiter les avant-postes ou pour partir en reconnaissance. Mais il ne supportait pas que ses subordonnés, qui se trouvaient pourtant au contact du terrain et des conditions locales, lui donnent leur  avis. »

Un de ses supérieurs, un Britannique, le général Anderson, avait dit bien avant Kasserine qu'il pensait que Fredendall était un incompétent.
Il parlait et donnait ses ordres en utilisant son propre jargon : ainsi l'infanterie était « les p'tits promeneurs », et l'artillerie, « les pistolets à bouchon ». Au lieu de mentionner les coordonnées cartographiques convenues, il utilisait son propre code, comme : « l'endroit qui commence par un C ». Tout ceci entrainait sur le terrain, au niveau des exécutants, une perte de temps et parfois des confusions dangereuses.
Avant Kasserine, Fredendall se fit creuser par une compagnie du génie un vaste PC souterrain, mais situé à 120 km en arrière de la ligne de front. C'était nécessaire, selon lui, car, disait-il : « il y recevait les liaisons radio bien mieux qu'en surface ».
Le général Bradley disait de Fredendall : « C'est un vrai boulet pour tous les soldats américains [...] ». Non seulement Fredendall ne visitait jamais le front, et ne prenait jamais l'avis des chefs d'unité qui étaient en première ligne, mais de plus il disséminait les troupes et les fragmentait en petits groupes postés trop loin les uns des autres. Ainsi isolés les soldats américains ne pouvaient ni se porter assistance ni bénéficier des barrages d'artillerie. Or la puissance de feu de leur artillerie était le principal atout des Américains.
Après la défaite de la passe de Kasserine, Eisenhower alla visiter le 2e corps d'armée américain. Le 5 mars 1943, il demanda à Bradley : « Que pensez-vous du commandement, ici ? » « Franchement mauvais », répondit Bradley, « J'en ai parlé avec tous les chefs de corps. Comme un seul homme, ils m'ont répondu qu'ils n'avaient plus du tout confiance en Fredendall [...] ». Le 6 mars 1943, sur les ordres de Eisenhower, Patton remplaçait Fredendall, qui fut muté en Amérique. Jusqu'à sa retraite en 1946, il ne s'occupa que de camps d'entraînement.
Pour l'historien Carlo D'Este (par ailleurs officier US à la retraite), Fredendall fut « le plus incompétent de tous les officiers supérieurs qui aient travaillé à l'État-major pendant la 2e Guerre mondiale [...] ». Et Ernest Harmon, commandant de la 2e division blindée américaine, dit, dans sa relation de la bataille de Kasserine, à propos de Fredendall, que c'était « un fils de pute », et « un trouillard aussi bien au physique qu'au moral [...] »

## Sa carrière
- 1936 - 1938 : colonel du 57e régiment d'infanterie, Commonwealth des Philippines
- 1943 - 1946 : commandant en chef du  2e corps d'armée, puis General Officer Commander in chief à l'état-major central de la Défense
- 1946 : départ à la retraite